# Chrysometa monticola
Chrysometa monticola là một loài nhện trong họ Tetragnathidae.
Loài này thuộc chi Chrysometa. Chrysometa monticola được Eugen von Keyserling miêu tả năm 1883.